# Reformers Football Club
Maillots
Dernière mise à jour : 8 octobre 2010.
Le Reformers Football Club est un club de football Uruguayen basé dans la ville de Montevideo actif essentiellement entre 1900 et 1930. Le club, même s’il n’a participé que peu de temps à l’élite du football uruguayen, reste dans les souvenirs du football uruguayen.
Les Reformers accèdent à la première division uruguayenne en 1913. Il y reste sans discontinuer pendant 9 saisons avant de rejoindre la fédération opposée à l’AUF en 1921.

## Palmarès
- Meilleur résultat en championnat : une 6e place  atteinte à 4 reprises (1913, 1914, 1918, 1920).